# Рансом (Іллінойс)
Рансом (англ. Ransom) — селище (англ. village) в США, в окрузі Ла-Салл штату Іллінойс. Населення — 308 осіб (2020).

## Географія
Рансом розташований за координатами 41°9′31″ пн. ш. 88°39′15″ зх. д. / 41.15861° пн. ш. 88.65417° зх. д. (41.158562, -88.654186).  За даними Бюро перепису населення США в 2010 році селище мало площу 2,59 км², уся площа — суходіл.

## Демографія
Згідно з переписом 2010 року, у селищі мешкали 384 особи в 146 домогосподарствах у складі 101 родини. Густота населення становила 148 осіб/км².  Було 159 помешкань (61/км²).
Расовий склад населення:
| - 99,2 % — білих |

До двох чи більше рас належало 0,0 %. Частка іспаномовних становила 3,9 % від усіх жителів.
За віковим діапазоном населення розподілялося таким чином: 27,6 % — особи молодші 18 років, 59,9 % — особи у віці 18—64 років, 12,5 % — особи у віці 65 років та старші. Медіана віку мешканця становила 37,3 року. На 100 осіб жіночої статі у селищі припадало 93,9 чоловіків;  на 100 жінок у віці від 18 років та старших — 95,8 чоловіків також старших 18 років.
Середній дохід на одне домашнє господарство  становив 64 507 доларів США (медіана — 53 333), а середній дохід на одну сім'ю — 80 135 доларів (медіана — 78 438). Медіана доходів становила 48 125 доларів для чоловіків та 32 857 доларів для жінок. За межею бідності перебувало 3,1 % осіб, у тому числі 1,6 % дітей у віці до 18 років та 0,0 % осіб у віці 65 років та старших.
Цивільне працевлаштоване населення становило 200 осіб. Основні галузі зайнятості: освіта, охорона здоров'я та соціальна допомога — 28,0 %, виробництво — 17,0 %, транспорт — 12,5 %, мистецтво, розваги та відпочинок — 8,5 %.